# The Love Lottery
The Love Lottery is een Britse filmkomedie uit 1954 onder regie van Charles Crichton.

## Verhaal
Rex Allerton is een Amerikaanse filmster, die goed in de markt ligt bij de vrouwen. Om aan al die vrouwelijke aandacht te ontsnappen, verhuist hij naar een afgelegen dorpje in Italië. Zonder het te weten wordt hij daar de prijs in een loterij.

## Rolverdeling
| Acteur              | Personage      |
| ------------------- | -------------- |
| David Niven         | Rex Allerton   |
| Peggy Cummins       | Sally          |
| Anne Vernon         | Jane Dubois    |
| Herbert Lom         | André Amico    |
| Charles Victor      | Jennings       |
| Gordon Jackson      | Ralph          |
| Felix Aylmer        | Winant         |
| Hugh McDermott      | Rodney Wheeler |
| Stanley Maxted      | Oliver Stanton |
| June Clyde          | Viola          |
| John Chandos        | Gulliver Kee   |
| Theodore Bikel      | Parsimonious   |
| Sebastian Cabot     | Suarez         |
| Eugene Deckers      | Vernet         |
| Andreas Malandrinos | Fodor          |